# Jaramillo Quemado
Jaramillo Quemado es un municipio y localidad española de la provincia de Burgos, en la comunidad autónoma de Castilla y León, comarca de La Demanda, partido judicial de Salas de los Infantes.
Situado al sureste de la capital burgalesa, era villa de insignes hidalgos. Prueba de ello es que antes se denominaba Jaramillo de los Caballeros. Es pueblo en el que todavía se aprecia signos externos de su categoría, como las casas blasonadas y las inscripciones en numerosas fachadas. Contaba también el pueblo con varios hornos comunales, un potro con su fragua y un molino a orillas del Salcedal. Además, destaca la fuente y la Cueva de los Moros.    

## Geografía
Jaramillo Quemado se encuentra dividido en tres barrios: Gallejones, Cascajo y La Calle, barrios que confluyen en la plaza donde se alza el rollo jurisdiccional.
La villa está enmarcada a la sombra del pico Mencilla; para acceder hasta el pueblo lo más fácil es ir por la carretera Burgos-Soria, la Nacional 234, y al llegar al término de Cascajares de la Sierra tomar el desvío hasta Jaramillo.

## Naturaleza

### Ruta de los Jaramillos
Jaramillo Quemado está situado a la sombra del monte Mencilla, lo que posibilita la realización de la Ruta de los Jaramillos. Esta abarca una zona de transición entre la Sierra de Mencilla, al norte, y los montes y sierras que acompañan al Arlanza hacia el sur. A su vez, atraviesan zonas de cultivo para llegar a una extensa dehesa de roble de Jaramillo. Y es que el municipio siempre ha tenido preferencia por la explotación ganadera, de ahí la importancia de su dehesa.
Esto fue en antaño una zona de paso de importantes rebaños trashumantes a través de la Cañada Real Burgalesa. En la dehesa del municipio pueden visitarse un árbol muy característico de la provincia, el Roble de la Verruga, además de la ermita de Valpeñoso (a la que se sube en romería el primer domingo de julio). Además, si se sigue el curso del río Salcedal, se podrá llegar a Jaramillo de la Fuente en una ruta de gran interés paisajístico, geológico y arquitectónico.
Durante el camino, se pueden observar unas panorámicas de los relieves plegados que forman la orla mesozoica que rodea la Sierra de la Demanda, como la Sierra de las Mamblas, el Monte Gayubar o Peña de Carazo. Además, habitan en la zona animales como los tejones, los gatos monteses o algún lobo ibérico.

### Roble de la Verruga
El Roble de la Verruga es un árbol situado en la dehesa conocida como La Majada, a unos 4 kilómetros de distancia al pueblo. Este presenta una longevidad que puede llegar a los 800 años y su perímetro, a poco más de un metro de altura desde su base, alcanza los 9 metros. Recibe su nombre a causa de una enorme protuberancia que tiene cerca de la base. En torno al árbol solían reunirse los lugareños mientras vigilaban el ganado de la localidad que pastaba en la dehesa, destacando animales de tiro y de crianza de terneros.

## Demografía
Jaramillo Quemado cuenta con una población de 10 habitantes (INE 2024).
| Gráfica de evolución demográfica de Jaramillo Quemado entre 1842 y 2021                                               |
| |
| Población de derecho según los censos de población del INE. Población de hecho según los censos de población del INE. |

| Nacionalidad | Hombres | Mujeres | Total | %      | Proporción |
| ------------ | ------- | ------- | ----- | ------ | ---------- |
| Española     | 6       | 0       | 6     | 66.6 % |            |
| Extranjera   | 2       | 1       | 3     | 33.3 % |            |

En 1857, Jaramillo Quemado registraba una cifra de 306 habitantes, llegando a alcanzar su máximo en el año 1897, con 389 residentes. A partir de entonces, el número descendió paulatinamente y, entre 1960 y 1979, la cifra poblacional vivió una bajada significativa. Ahora cuenta con una población de 10 habitantes (INE 2024).
En 2011, con tan sólo 5 habitantes censados según el INE, Jaramillo Quemado era, junto con Illán de Vacas, el municipio con menor población de España. Su distribución por sexos es de 9 varones (90%) y 1 mujer (10%).

## Patrimonio

### Iglesia de San Martín de Tours

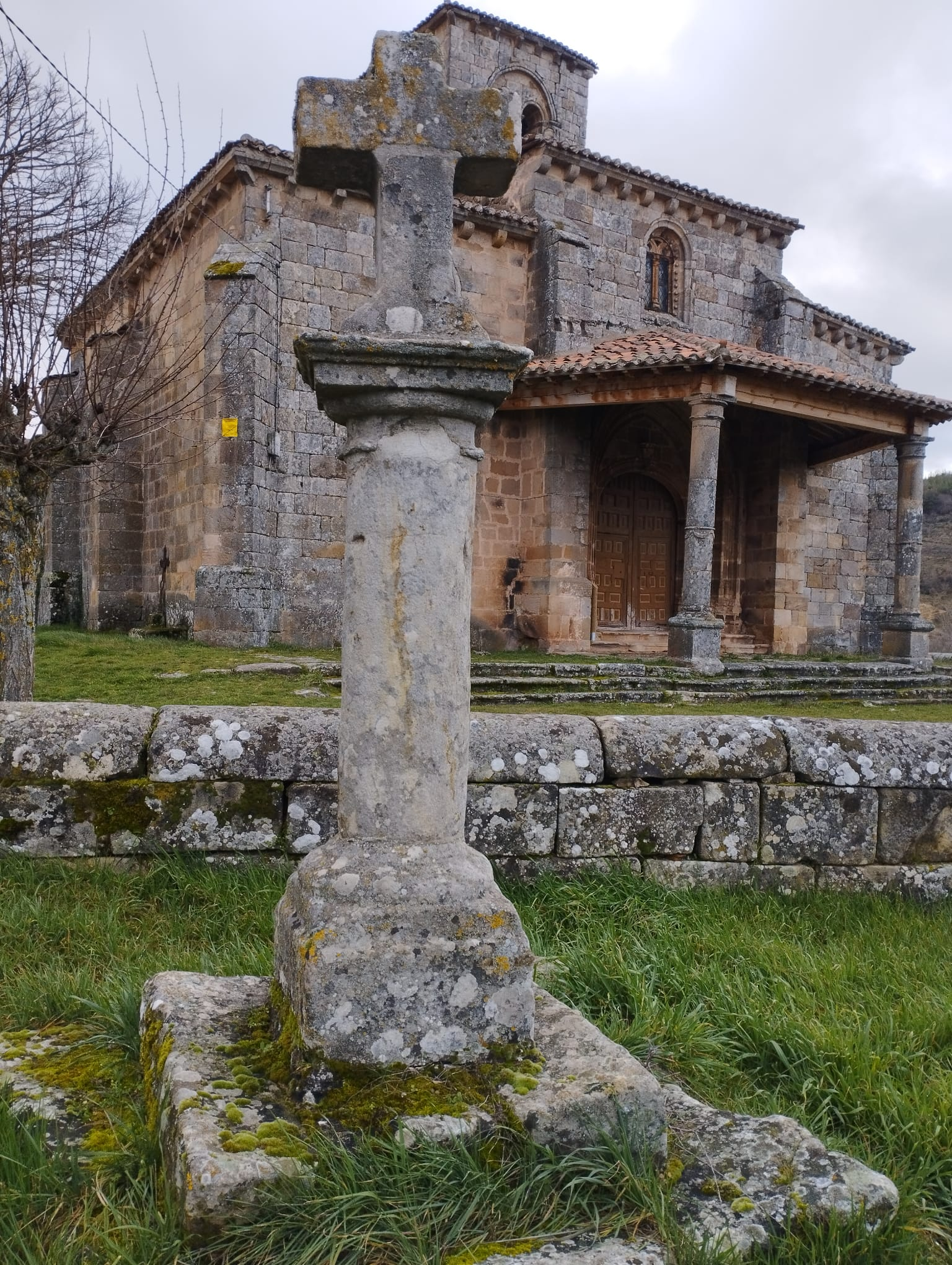
Iglesia de San Martín

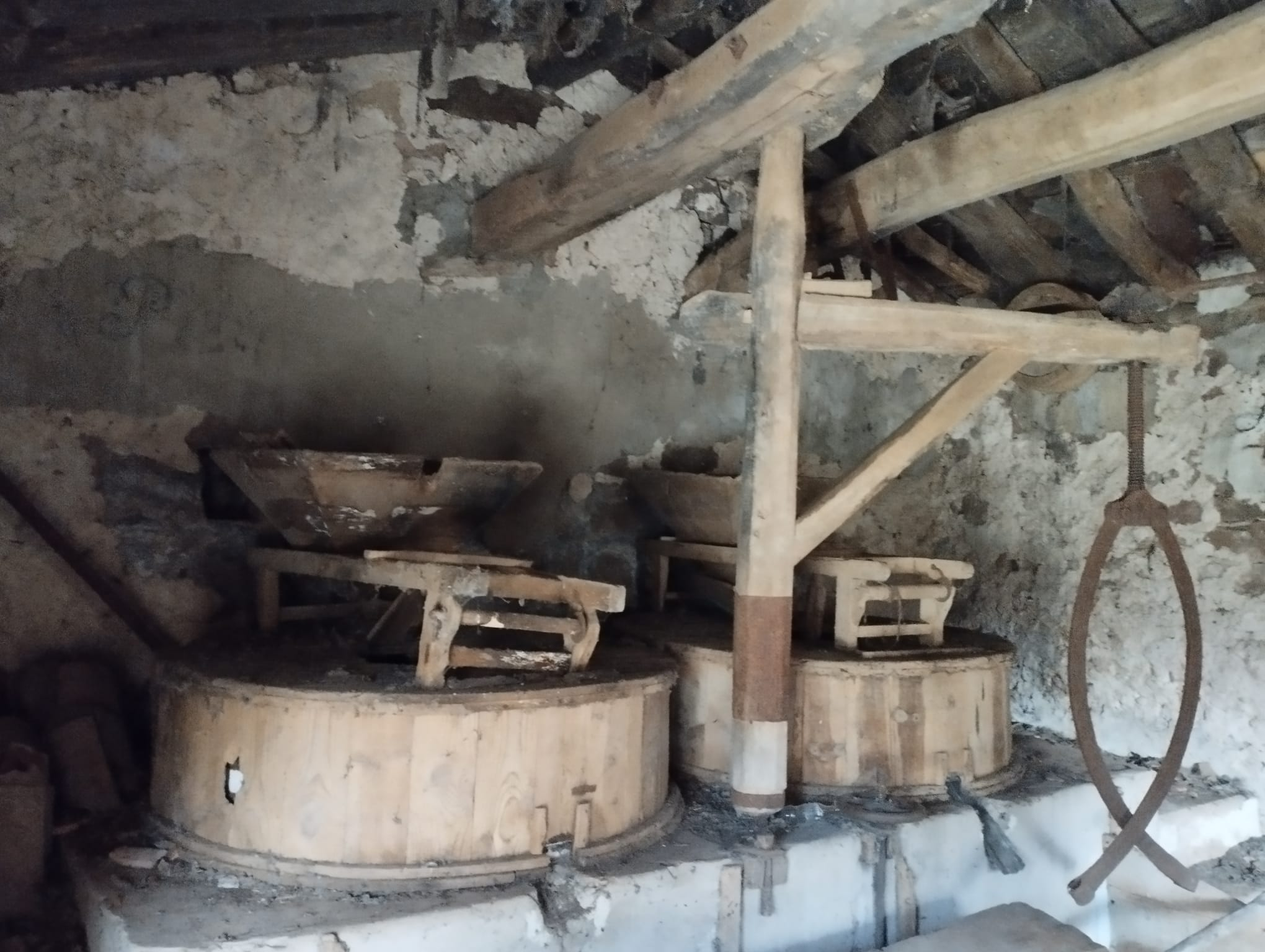
Molino de Jaramillo Quemado

En el municipio se encuentra la Iglesia parroquial de San Martín de Tours, que es una de las iglesias de la escuela serrana.El templo es de estilo gótico y cuenta con tres naves con bóvedas, nervaturas y claves de piedra del siglo XV, con canes lisos en alero. El ábside es rectangular con contrafuertes y la portada también es gótica, destacando un arco apuntado de tres arquivoltas lisas con capiteles típicos y dintel rebajado, bajo pórtico abierto con dos columnas de piedra renacentistas. Tiene además una torre románica, cuadrada, con arcos cegados, ventanas geminadas, con fustes y capiteles y canes del siglo XII, con seis huecos y dos campanas.
La pila es románica y tiene gallones, cenefa superior con hojas y pie cilíndrico, y el retablo mayor, de 1545, es renacentista, con visible influencias de Siloé y Berruguete. En otro, también renacentista de 1660, hay un Crucificado gótico del siglo XIV y una santa Catalina del siglo XVI. También se puede encontrar una Virgen sedente gótica (Nuestra Señora de Valpeñoso) del siglo XV. A una distancia de varios kilómetros al noroeste se ubica la ermita de Nuestra Señora de Valpeñoso.

## Fiestas
El patrón del pueblo es San Martín (11 de noviembre), pero se celebra también el primer domingo de agosto. Por su parte, la romería de Valpeñoso se celebra el primer domingo de julio en colaboración con el pueblo de Villaespasa.